# Saionji Kishi
Saionji Kishi (西園寺 禧子 (Tây Viên Tự Hi Tử) ? – 19 tháng 11, 1333), thông gọi Fujiwara no Kishi (藤原 禧子 (Đằng Nguyên Hi Tử)), là một vị Hoàng hậu của Nhật Bản, phối ngẫu của Thiên hoàng Go-Daigo. Vào năm 1332, sau khi chồng bị lưu đày, bà được ban Nữ viện hào (女院号) là Lễ Thành Môn Viện (礼成門院 Reiseimon-in) , nhưng sau cùng danh hiệu này đã bị bãi bỏ khi chồng bà trở lại Ngai vàng hoa cúc vào năm 1333. Về sau bà đã được phong viện hiệu mới là Hậu Nguyên Cực Viện (後京極院 Go-Kyōgoku-in) cho đến khi qua đời. Bà đồng thời cũng là một nhà thơ xuất chúng, 14 bài từ những bài thơ waka của bà đã được liệt vào thơ tuyển Hoàng gia chokusen wakashū.

## Cuộc đời

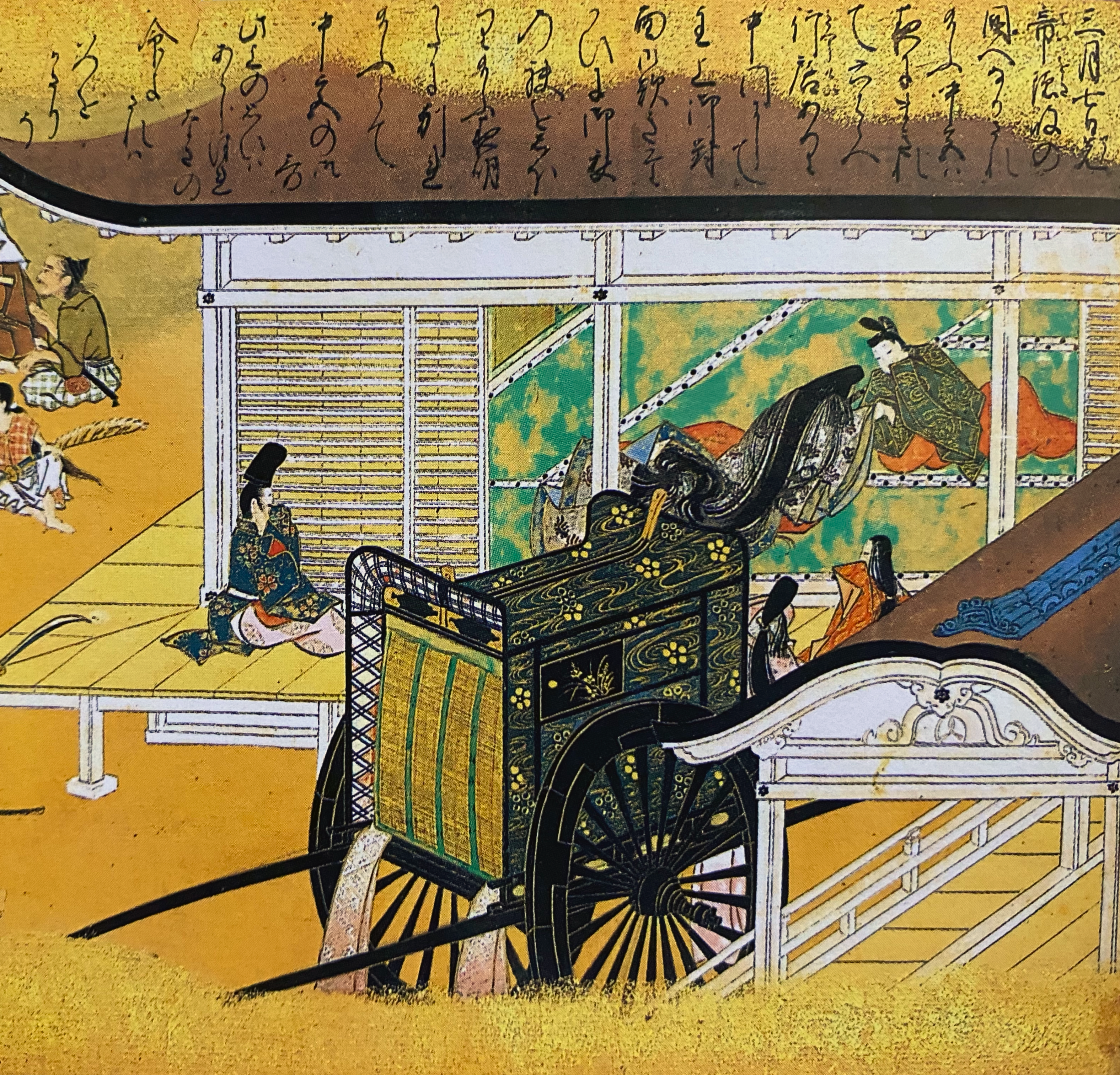
Hoàng hậu Kishi than thở khi biết rằng chồng bà bị kết án và phải chịu sự đày ải. Sau đó, bà đã lao đến nhà tù của chồng bằng xe bò trong màn đêm và ở lại với ông cho đến sáng hôm sau. Đây là bức họa từ Taiheiki Emaki (khoảng thế kỷ 17), tập 2. Thuộc sở hữu của Bảo tàng Lịch sử và Văn hóa Dân gian tỉnh Saitama.

Hoàng hậu Kishi vốn là con gái thứ 3 của Saionji Sanekane (西園寺実兼; Tây Viên Tự Chí Kiêm). Bà được hứa hôn với Thái tử Takaharu (sau này là Thiên hoàng Go-Daigo) vào năm 1313 và chính thức thành hôn với ông một năm sau đó. Sau khi Thái tử Takaharu lên ngôi vào tháng 2 âm lịch năm 1318, vào tháng 4 âm lịch cùng năm, Kishi cũng trở thành Nữ ngự (女御 nyogo), được coi như Hoàng hậu bán chính thức của ông. Bà chính thức được phong làm Hoàng hậu (chūgū) vào tháng 8 âm lịch năm 1319.
Mặc dù phần đầu trong cuốn sử thi Taiheiki kể rằng bà đã mất đi vinh sủng vì Thiên hoàng đang lâm hạnh nữ phòng Ano Renshi (sinh mẫu của Thiên hoàng Go-Murakami), song Hiromi Hyodo, một nhà nghiên cứu văn học Nhật Bản đã tuyên bố rằng câu chuyện được mô phỏng theo một bài thơ của Bạch Cư Dị, và thực tế trong lịch sử,Thiên hoàng Go-Daigo rất sủng ái Hoàng hậu Kishi. Ngoài ra, trong một số sử thi (về sau chúng được minh họa trong Taiheiki Emaki, tập 2) như Masukagami đã có một số tài liệu lịch sử và những bài thơ được sáng tác nhằm thể hiện tình cảm thân mật và sâu sắc giữa Thiên hoàng và hoàng hậu.
Vào tháng 3 âm lịch năm 1332, Thiên hoàng Go-Daigo bị Mạc phủ Kamakura bắt giam và lưu đày đến quần đảo Oki. Hoàng hậu Kishi vì thế mà trở thành một nữ tu sĩ Phật giáo vào tháng 8 cùng năm.Thiên hoàng Go-Daigo đã trốn thoát khỏi quần đảo Oki và trở về kinh thành Kyoto vào tháng 6 âm lịch năm 1333, Kishi sau đó vẫn tiếp tục ở ngôi vị Hoàng hậu (chūgū). Một thời gian sau, bà được phong lên ngôi vị cao hơn, trở thành Hoàng Thái hậu cung (皇太后宮 kōtaigō-gū, một phẩm hàm cao hơn của "Hoàng hậu cung") . Bà mất vào ngày 12 tháng 10 năm 1333 âm lịch.

## Hậu duệ
- Một công chúa (1314–?), chết yểu
- Nội thân vương Kanshi (懽子内親王; Hoan Tử Nội Thân vương), còn gọi là Tuyên Chính Môn Viện (宣政門院) (1315–1362), từng là Trai vương tại Thần cung Ise; sau đó kết hôn với Thiên hoàng Kōgon.